# Parque eólico Alto Baguales
El parque eólico Alto Baguales es una central de generación de energía eólica ubicada en cercanías de la localidad de Coyhaique, en la Región de Aysén del General Carlos Ibáñez del Campo, Chile. Es el primer parque eólico de escala industrial que se instaló en el país. Actualmente, cuenta con cuatro aerogeneradores, los que fueron instalados en dos etapas.

El parque es propiedad de Edelaysen, empresa que forma parte del Grupo Saesa.

## Alto Baguales I
Alto Baguales I es la primera etapa del proyecto. Consta de 3 aerogeneradores Vestas V47/660 con una potencia individual de 660 kW, un diámetro de 47 m. y una potencia nominal de casi 2 MW. Su construcción y puesta en marcha demandó una inversión de U$S 2.4 millones. 

Entró en servicio operativo en noviembre de 2001, 
aportando la energía generada al Sistema Eléctrico de Aysén, que entonces abastecía a 19 000 usuarios.

## Alto Baguales II
La segunda etapa de Alto Baguales comenzó a construirse en 2015. La ampliación consistió en la instalación de 2 turbinas eólicas Enercon E44/900, con una potencia individual de 900 kW, diámetro 44 m. —capacidad de generación nominal total de 1,8 MW— y comenzó a operar en junio de 2016.
La puesta en servicio de esta ampliación implicó una sustancial reducción de los combustibles fósiles y la emisión de CO2 relacionados con la generación de energía.

## Caída de aerogenerador
El 25 de diciembre de 2019, la empresa propietaria de los aerogeneradores, Edelaysén, informó sobre el colapso de uno de los tres aerogeneradores Vestas instalados en 2001, luego de que este se desprendiera de su base, lo que llevó a la empresa a evaluar las condiciones de los otros dos aerogeneradores pertenecientes a la etapa Alto Baguales I.